# La Gruyère (krant)
La Gruyère is een Franstalige Zwitserse regionale krant.

## Omschrijving
La Gruyère is een regionale krant uit het Zwitserse kanton Fribourg die in 1882 werd opgericht door Simon Castella en Léon Glasson. De krant werd opgericht ten tijde van de Kulturkampf in Zwitserland, als dagblad van de radicale oppositie. Sinds 1903 is de krant in handen van de familie Glasson. Vanaf 1928 verscheen de krant driemaal per week. In 1969 werd nam de uitgeverij achter La Gruyère het blad Feuille d'Avis de Bulle et de Châtel-Saint-Denis, een politiek neutraal blad dat in 1908 werd opgericht. Door beide titels te fuseren, verhoogde de oplage van de krant. In 1976 verkocht de familie Glasson een meerderheid van de aandelen aan de drukkerij Saint-Paul in Fribourg die de concurrerende krant La Liberté uitgeeft. In 2006 kende de krant een oplage van 14.812 exemplaren.